# Ismael de Lima Coutinho
Ismael de Lima Coutinho (Santo Antônio de Pádua, 12 de maio de 1900 – São João da Boa Vista, 24 de julho de 1965) foi um professor e filólogo brasileiro.

## Biografia
Seus pais eram José Coutinho de Carvalho, modesto comerciante, e Amélia Mascarenhas de Lima Coutinho.
Casou-se a 22 de maio de 1929, em Aparecida do Norte, com Catarina Tavares de Lacerda, que passou a se chamar Catarina Tavares Coutinho, e com a qual teve vários filhos. Uma de suas filhas, Maria Helena Coutinho, casou-se com Jorge Vargas, político mineiro.
Sua obra-mestra é a gramática histórica que intitulou Pontos de Gramática Histórica, da qual há numerosas edições, tendo sido publicada pela Livraria Acadêmica, pela editora Ao Livro Técnico.
Depois de trabalhar, assim como o pai, no comércio (em Santo Antônio de Pádua), fez exames parcelados no Ginásio Municipal de Santo Antônio de Pádua e no Liceu de Campos (Campos dos Goytacazes – RJ) e dedicou parte de sua juventude à vida religiosa, no Seminário São José, em Niterói. Bacharelou-se pela Faculdade Nacional de Direito da Universidade Federal do Rio de Janeiro, mas se tornou conhecido como professor, dedicando-se ao ensino de letras em todos os seus níveis, além de ter contribuído na administração pública do município de Niterói e do estado do Estado do Rio de Janeiro.
O acervo de sua produção acadêmica foi entregue pela família ao professor Rosalvo do Valle, seu substituto na Universidade Federal Fluminense, que comprou para a universidade a sua biblioteca particular.
Com exceção de seus Pontos de Gramática Histórica, sua obra permanece inédita ou dispersa em diversos periódicos.
Em Santo Antônio de Pádua viveu até os dezessete anos; ficou oito anos no Seminário São José (Niterói) e, só depois, se dedicou profissionalmente ao magistério e à administração pública.
Para maiores detalhes sobre Ismael de Lima Coutinho, veja o artigo de Rosalvo do Valle, Ismael de Lima Coutinho: o homem e a obra, onde estão disponibilizados links para outros pontos de interesse em sua biobibliografia.
Ismael Coutinho foi membro e fundador da Academia Brasileira de Filologia, em que ocupou a cadeira número 15. Ocupou a cadeira 42 na Academia Fluminense de Letras e pertenceu à Sociedade Brasileira de Romanistas.
Entre as muitas homenagens que lhe foram prestadas após a sua morte, consta a que lhe fez o município de Niterói, dando ao Instituto de Educação de Niterói o nome de Instituto de Educação Professor Ismael Coutinho.
No ano de 2011, em eleição virtual disputadíssima, o Círculo Fluminense de Estudos Filológicos e Linguísticos escolheu Ismael de Lima Coutinho para ser o homenageado do ano no XV Congresso Nacional de Linguística e Filologia, que ocorreu de 22 a 26 de agosto de 2011, em colaboração com a ABRAFIL, no Instituto de Letras da Universidade do Estado do Rio de Janeiro.

## Obras

### Livros e teses
- A crase. Tese de livre escolha, apresentada à Congregação do Liceu de Humanidades de Campos (RJ), para concurso à 1ª Cadeira de Português. Rio de Janeiro: Tipografia Aurora, H. Santiago, 1928.
- Andria, de Terêncio. [1965], tese incompleta [e inédita].
- As criações internas do idioma. Tese sorteada para o concurso à 1ª Cadeira de Português do Liceu de Humanidades de Campos (RJ). Rio de Janeiro: Tipografia Aurora, H. Santiago, 1928.
- Método de análise lógica. Rio de Janeiro: Tipografia Aurora, H. Santiago, 1927.
- Pontos de gramática histórica.  Niterói: Papelaria e Livraria Acadêmica, 1936.
- Pontos de gramática histórica. 1. ed. São Paulo: Cia. Ed. Nacional, 1938.
- Pontos de gramática histórica. 2. ed. melh. São Paulo: Cia. Ed. Nacional, 1941.
- Pontos de gramática histórica. 3. ed. Rio de Janeiro: Acadêmica, 1954.
- Pontos de gramática histórica. 4. ed. Rio de Janeiro: Acadêmica, 1958.
- Pontos de gramática histórica. 5. ed. rev. e aum. Rio de Janeiro: Acadêmica, 1962.
- Pontos de gramática histórica. 6. ed. org. e apres. Rosalvo do Valle, Rio de Janeiro: Acadêmica, 1967.
- Pontos de gramática histórica. 7. ed. rev., org. e pref. Carlos Eduardo Falcão Uchôa. Rio de Janeiro: Ao Livro Técnico, 1976.
- Bosquejos (1919-1922). Poesia. Póstumo. Prefácio Luiza Lobo. Rio de Janeiro, Botelho, 2011,
- Silhuetas (1922-1925). Poesia. Póstumo. Prefácio Luiza Lobo. Rio de Janeiro, Botelho, 2011.

### Artigos, recensões, prefácios e respostas a críticas
- A desinência do acusativo do singular do indo-europeu. Romanitas, ano II, Vol. 2, Rio de Janeiro, 1964, p. 41-45.
- A propósito de minha Gramática Histórica. Revista Brasileira de Filologia, vol. 1, tomo 1, junho, Livraria Acadêmica, Rio de Janeiro, 1955, p. 27-51.
- Consultório linguístico. Ideal, Revista mensal de Ciências, Artes, Letras, Mundanismo etc. Publicada sob os auspícios dos Professores do Colégio Brasil, de Niterói (RJ), jul., ago. e set.-out. 1931.
- Desfazendo um equívoco. O Município, 03/02/1924 e em Confluência, nº 20, 2000, p. 36-37.
- Dois vocábulos aparentados. Revista Filológica, nº 10, setembro, Rio, 1941, p. 15-17.
- Em torno de uma derivação. O Município, 24/02/1924.
- Em torno de uma pronúncia. O Município, 10/02/1924.
- Estremunhado. Editado e comentado por Rosalvo do Valle. Confluência: Revista do Instituto de Língua Portuguesa. nº 21 - 1º semestre de 2001. Rio de Janeiro, 2001, p. 119-122.
- Motivos frágeis. O Município, 03/02/1924.
- Nótulas de linguagem. Nova Geração, Órgão dos corpos docente e discente do Liceu “Nilo Peçanha” e Escola Normal de Niterói, ano 1, número 1, 1931, p. 3-4.
- Os estudos gramaticais latinos. Confluência, nº 20, 2000, p. 38-44.
- Os gramáticos latinos. Anuário da Faculdade Fluminense de Filosofia, Niterói (RJ), 1954, p. 111-118.
- Os gramáticos latinos. Revista de Portugal, XXX, 1965.
- Prefácio. In: LESSA, Luís Carlos. O modernismo brasileiro e a língua portuguesa. Rio de Janeiro: Fundação Getúlio Vargas, 1966, p. VI-IX. O prefácio está datado de 17/12/1964.
- Prefácio. In: SILVA NETO, Serafim da. Bíblia medieval portuguesa – I Histórias d’abreviado Testamento Velho, segundo Meestre das historias scolasticas. Texto apurado por Serafim da Silva Neto. Rio de Janeiro: INL, 1958, p. 5-9.
- Recensão crítica: “Albert Blaise – Manuel du latin Chrétien, Strasbourg, 1955, 221 págs. in 8º”. Revista Brasileira de Filologia, vol. 2, tomo I, junho. Livraria Acadêmica, Rio de Janeiro, 1956, p. 127-129.
- Recensão crítica: “Angelo Monteverdi – Manuele di avviamento agli studi romanzi: Le lingue romanze, casa ed. Francesco Vallardi, Millano, 1952, in 8º, 256 ps”. Revista Brasileira de Filologia, vol. I, tomo 2, dez., Acadêmica, Rio de Janeiro, 1955, p. 217-219.
- Réplica oportuna. Revista Filológica, ano II, maio, nº 6, Rio, 1941, p. 46-54.
- Resposta a um crítico (II). Revista Filológica, ano II da II fase, 1º sem. Rio de Janeiro, 1956, p. 43-56.
- Resposta a um crítico. Revista Filológica, nº 4, ano I da II fase, ago. e set., Rio de Janeiro, 1955, p. 45-58.
- Sugestões metodológicas para a execução do ensino de português. Escola Secundária, nº 11, dez. 1959.
- Revista da CADES (Campanha do Aperfeiçoamento e Difusão do Ensino Secundário), MEC, Rio de Janeiro, 1959, p. 54-64.
- Um vocábulo de difícil etimologia. Revista Filológica, nº 11, outubro, Rio, 1941.
- Uma achega etimológica. In: Miscelânea de estudos em honra de Antenor Nascentes, Rio, 1941, p. 61-64.

### Alguns trabalhos inéditos
- A vida amorosa de Horácio: conferência lida na Sociedade Brasileira de Romanistas. 1964.
- Aula inaugural de período letivo sobre o conceito de Gramática, seu lugar no ensino da língua e a melhor orientação a seguir. [sem data].
- Consultório linguístico. [sem data].
- Em torno de uma origem. [sem data].
- História de uma palavra. [sem data].
- Notas sobre a etimologia de “escorregar”, “estro” e “escalfar”. [ sem data].
- O “z” no antigo latim. 1964.
- Parassíntese. [sem data].
- Parricida. [sem data].
- Recensão crítica de Desfile de Cigarras, poesias de A. Tavares de Lacerda, Editora Pongetti, Rio. [sem data].
- Recensão crítica de Fontes do latim vulgar, de Serafim da Silva Neto, 1ª edição, ABC, Rio, 1938. [sem data].
- Recensão crítica: “Gladstone Chaves de Melo. Iniciação à filologia portuguesa, Organização Simões, 1951, Rio”, 1952.
- Resposta, incompleta, a José Pedro Machado. [sem data].
- Sobre a diferenciação linguística entre Brasil e Portugal. [sem data].